# 渡邉良重
渡邉 良重（わたなべ よしえ、1961年-）は、日本のアートディレクター、グラフィックデザイナー。

## 来歴
1961年山口県生まれ、山口大学卒業。DRAFT.,Ltd.を経て2012年に植原亮輔と共にKIGIを設立。企業やブランドのアートディレクション、グラフィックデザイン、空間ディレクション、プロダクトデザインのほか、アートプロジェクト等にも参加。展覧会やイベント等を企画しながらクリエイションの“場”を作る活動も行う。

## 主な仕事
- 「D-BROS」のプロダクトデザイン (1997-)
- モスバーガーの新聞広告 (1997)
- 仙台のベーカリー&カフェ「CASLON」 (1999)
- ジュエリーブランド「PROPONERE」パッケージ (2005)
- ミキモト銀座4丁目本店・ウインドウディスプレイのアートワーク(2007)
- 花王「SOFINA beaute」リニューアル (2008)
- セレクトリサイクルショップ「PASS THE BATON」 (2009-)
- 那須塩原の複合施設「森をひらくこと T.O.D.A」 (2012)
- 静岡の文化複合施設「クレマチスの丘」10周年企画 (2012)
- ファッションブランド「CACUMA」(2013-)
- 沖縄のプロダクト「琉Q」 (2013-)
- 洋菓子ブランド「AUDREY」 (2014-)
- プロダクトブランド「KIKOF」 (2014-)
- アプリ「MERRY BOOK ROUND」 (2014)
- ギャラリー&ショップ「OUR FAVOURITE SHOP」をオープン (2015-)
- 資生堂・BENEFIQUEのアニメーション「Bを探しに」 (2015)
- 石川直樹「この星の光の地図を写す」展(2016-2019)
- D-BROSの直営店「D-BROS at GINZA SIX」(2017-2020)
- 山口大学医学部付属病院新病棟の施設内アートワーク (2018)
- 大谷地域ポータルサイト「Oya,Stone City」 (2019)
- 高島屋「美と、美と、美。資生堂のスタイル」展 (2019)
- 最もシンプルな結婚式のブランド「iwaigami」 (2019-)
- 「ヒロシマ・アピールズ」ポスター (2020)
- アーツトワダ「インター + プレイ」展 (2020-2022)
- インターコンチネンタル横浜Pier8の施設内アートワーク (2020)
- 白井屋ホテルの客室内アートワーク (2020)
- 資生堂・THE GINZA銀座五丁目2周年企画「GINZA!GINZA!GINZA!」 (2020)
- スキンケアブランド「RAFRA」リニューアル (2021)

## 主な展覧会
- 「BUCH」展　HBギャラリー (2001)
- 「D-BROS GとPのあいだ」展　スパイラル (2006)
- 「チョコレート」展　21_21 DESIGN SIGHT (2007)
- 「キギ」展　ギンザ・グラフィック・ギャラリー (2012)
- 「続キギ」展　ヒルサイドフォーラム (2013)
- 「ONE OFF DESIGN」展　PASS THE BATONギャラリー (2014)
- 「KIGI EXHIBITION in Fukuoka」展　三菱地所アルティアム (2015)
- 「KIGIキギ in Clematis no Oka」展　クレマチスの丘・ヴァンジ彫刻庭園美術館 (2016)
- 「第19回亀倉雄策賞受賞記念　渡邉良重展　絵をつくること」 クリエイションギャラリーG8 (2017)
- 「KIGI WORK & FREE」展　宇都宮美術館 (2017)
- 「スタンディング酒BAR・酔独楽」越後妻有アートトリエンナーレ2018大地の芸術祭＜方丈記私記＞ (2018)

## 著作・作品集
- 絵本「BROOCH」リトルモア刊 (2004)
- 絵本「BROOCH」英語版　リトルモア刊 (2006)
- 絵本「UN DEUX」リトルモア刊 (2008)
- 絵本「ジャーニー」リトルモア刊 (2012)
- 作品集「キギ/KIGI」リトルモア刊 (2012)
- 作品集「KIGI_M_001_privatework」「KIGI_M_002_product」「KIGI_M_003_graphic」リトルモア刊 (2016)
- 作品集「KIGI_M_004_now and before」リトルモア刊 (2018)
- 絵本「しんじゅのこ」リトルモア刊 (2019)

## 主な受賞歴（日本国内）
- 東京ADC賞（1997・1998・2003）
- JAGDA新人賞（1995）
- JAGDA賞（2010・2010・2011・2013・2015・2015・2016・2016・2017・2021）
- 講談社出版文化賞・ブックデザイン賞（2005）
- 東京TDC賞（2011）
- 東京ADC会員賞（2011・2013・2017・2019）
- 東京ADCグランプリ（2015）
- 第19回亀倉雄策賞（2017）

## 主な受賞歴（海外）
- NY ADC GOLD（2002・2005）／アメリカ
- ONE SHOW DESIGN GOLD (2007・2010）／アメリカ
- D&AD GOLD Yellow Pencil (2006)／イギリス